# Justicia bartlettii
Justicia bartlettii là một loài thực vật có hoa trong họ Ô rô. Loài này được (Leonard) D.N.Gibson mô tả khoa học đầu tiên năm 1972.